# Novembre 1880

## Événements
- 2 novembre : élection de James Abram Garfield comme président des États-Unis d'Amérique.

- 3 novembre : traité de Nango entre le sultan Ahmadou et Joseph Gallieni. Le commandeur des croyants accorde à la France le privilège de la nation la plus favorisée contre des canons et de l’argent et l’assurance qu’aucun pays Toucouleur ne soit conquis. Ahmadou, qui se méfie des Français dont il ne parvient pas à percer les intentions, refusera de le ratifier.

- 19 novembre : formation en Allemagne d’une Association libérale dirigée par von Stauffenberg, qui rassemble les adversaires du protectionnisme et de l’abandon du Kulturkampf après que Bismarck a fait adopter en juillet la première loi d’adoucissement en faveur de l’Église catholique.

## Naissances
- 1er novembre : Alfred Wegener, astronome et météorologue allemand.
- 21 novembre : William Edge, homme politique britannique († 18 décembre 1948).
- 28 novembre : Pierre Rectoran, écrivain français († 10 janvier 1952).

## Décès
- 11 novembre : Ned Kelly, hors-la-loi australien.
- 30 novembre : Louis Bentabole, peintre de marine français.